# Paladilhiopsis janinensis
Paladilhiopsis janinensis is een slakkensoort uit de familie van de Hydrobiidae. De wetenschappelijke naam van de soort is voor het eerst geldig gepubliceerd in 1962 door Schutt.